# شماعة (مستحضر)
الشُّمَاعَة أو القَيروطيّ هو مستحضر للاستخدام الخارجي، ذو تماسك متوسط بين المرهم واللبخة. يمكن دهنه على القماش دون استخدام الحرارة، لكنه لا يذوب عند وضعه على الجلد.
تتكون الشُّمَاعَة أساسًا من الشمع (الذي قد يستبدلُه الراتنج أو خلات الرصاص أو العنبرية ) ممزوجًا بالزيت وشحم الخنزير ومكونات طبية مختلفة. الشُّمَاعَة في دستور الأدوية الأمريكي خليط من ثلاثة أجزاء من البرافين وسبعة أجزاء من دهن الخنزير.